# 張志德
張志德（英語：Cheung Chi Tak，1958年9月15日—），生於香港，已退役香港足球運動員，司職右後衛或右中場，擁有丹麥血統，曾入選香港足球代表隊，退役後曾擔任流浪教練，現時任職電視足球評述員。

## 球員生涯
張志德生於香港，球員時代是香港足球代表隊主將常穿14號球衣，出身於流浪其後效力過加山、東方，1984年追隨班主林建岳「上山」加盟南華。於1988年轉投麗新花花，其後效力過麗新，1991年加盟新加入甲組的商業大軍快譯通。於1997年退役後重返母會流浪擔任教練，獲年輕球員尊稱為「鬼sir」。

## 國際賽生涯
張志德多次入選香港足球代表隊，代表作是1985年5月19日的1986世界盃外圍賽隨香港隊作客北京對中國隊的「五一九」戰役中射入一記「世界波」罰球先開紀錄，結果香港歷史性以2－1擊敗中國取得晉身外圍賽次圈的資格。

## 足球評述員
在有線足球台及體育台旁述足球直播賽事及主持足球節目。主要評述意甲賽事，他亦曾評述世界盃及歐洲國家盃等重要賽事。
由於他及其兄外型皆皓似西方人，因此被其他球員戲稱其兄為「大細鬼」。

## 電影演員
張志德1990年已加入影圈，代表作是與任達華和王祖賢合演電影東方老虎，飾演一名好色特警（第三男主角）。
參演電影列表：
- 赤色大風暴（1990年）
- 先發制人（1990年）
- 東方老虎（1990年）
- 表姐，妳好嘢！3之大人駕到（1992年）
- 太子爺出差（1992年）
- 執法威龍（1992年）
- 死亡監獄（1994年）
- 大丈夫（2003年） 飾 足球評述員（聲演）

## 個人榮譽
- 香港足球明星選舉 最佳十一人（1984–85、1986–87、1987–88、1988–89、1989–90、1993–94季度）
- 香港足球總會  - 香港世紀球星